# 垮褲

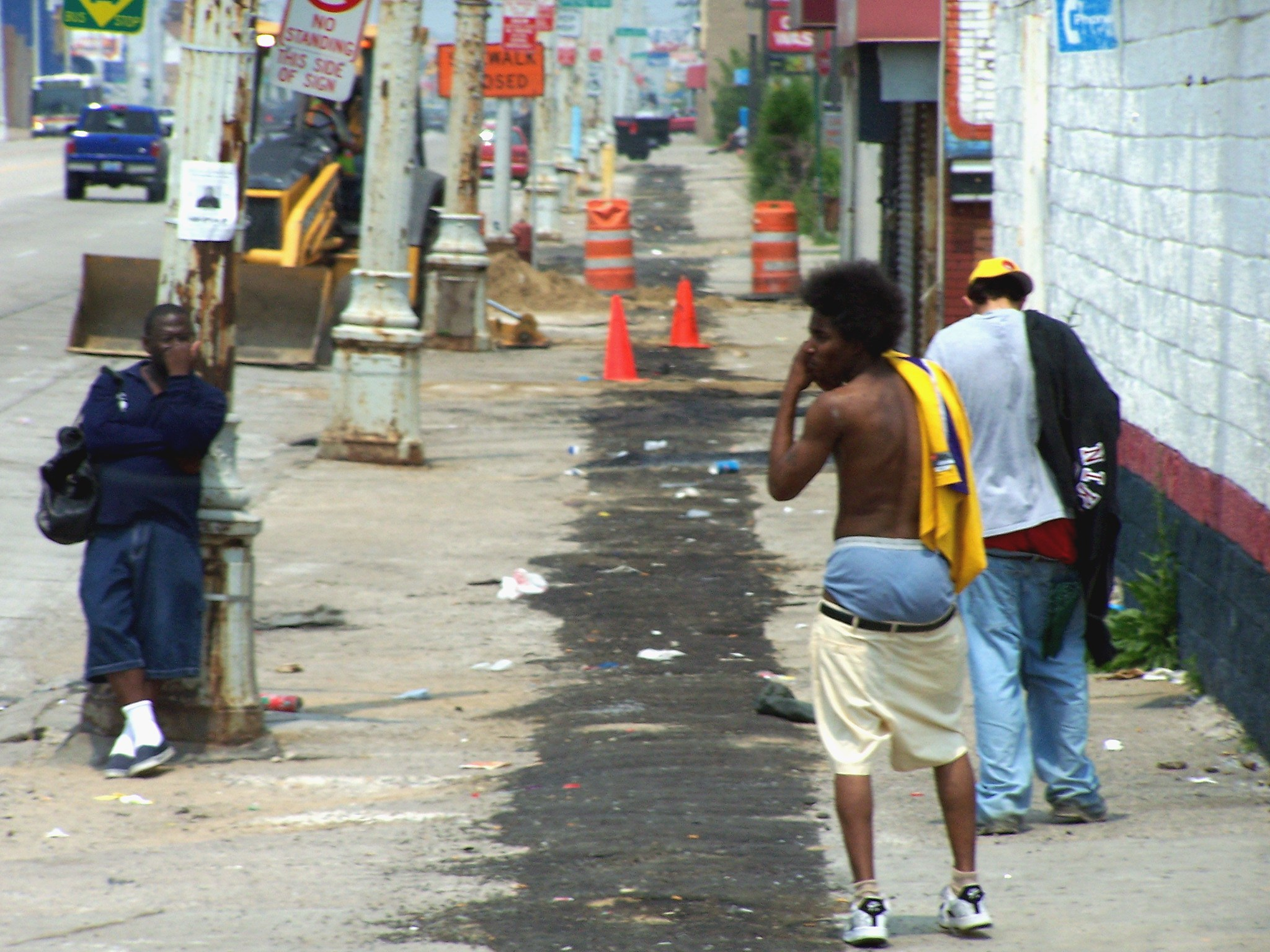
底特律街頭

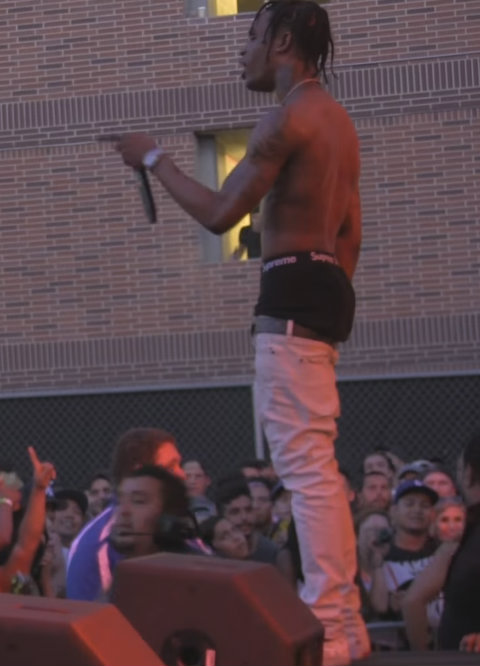
嘻哈歌手特拉维斯·斯科特表演時露出底褲（2015年攝）

垮褲，又被稱瀨屎褲，指穿著褲子至低於腰間，露出底褲的著法。此著法源於美國監獄，為避免囚犯自縊，不許囚犯使用腰帶，以致過鬆的褲子懸於恥骨以下。至1990年代被嘻哈文化所推崇，並開始瘋摩起來。2013年，部份美國城鎮已通過法例，嚴禁民眾在公眾地方露出腰部以下的內褲，違者可能遭罰款或判罰社會服務。